# IC 2128
IC 2128 је расијано звјездано јато у сазвјежђу Златна риба које се налази на листи објеката дубоког неба у Индекс каталогу.
Деклинација објекта је - 68° 3' 40" а ректасцензија 5h 22m 42,0s. IC 2128 је још познат и под ознакама ESO 56-SC113.